# یواس‌اس کامانو (ای‌جی-۱۳۰)
یواس‌اس کامانو (ای‌جی-۱۳۰) (به انگلیسی: USS Camano (AG-130)) یک کشتی بود که طول آن ۱۷۷ فوت (۵۴ متر) بود. این کشتی در سال ۱۹۴۴ ساخته شد.